# Ghiacciaio Bombardier
Il ghiacciaio Bombardier (in inglese Bombardier Glacier) è un ghiacciaio situato sulla costa di Nordenskjöld, nella parte orientale della Terra di Graham, in Antartide. Il ghiacciaio, il cui punto più alto si trova 458 m s.l.m., si trova in particolare sul versante orientale dell'altopiano Detroit e da qui fluisce verso sud-est, attraverso una profonda valle fra i picchi Darzalas e Trave, fino ad unire il proprio flusso a quello del ghiacciaio Edgeworth, il quale scorre poi fin dentro la baia Mundraga.

## Storia
Il ghiacciaio Bombardier è stato mappato dal British Antarctic Survey, che all'epoca si chiamava ancora Falkland Islands and Dependencies Survey, grazie a fotografie aeree scattate durante una spedizione della stessa agenzia nel 1960-61 ed è stato poi così battezzato dal Comitato britannico per i toponimi antartici in onore di Joseph-Armand Bombardier, l'ingegnere canadese che fra il 1926 e il 1937 sviluppò la prima autoslitta, uno dei primi veicoli a carburante efficienti nel viaggiare sulla neve.